# 新民藏族彝族乡
新民藏族彝族乡，是中华人民共和国四川省雅安市石棉县下辖的一个乡镇级行政单位。

## 行政区划
新民藏族彝族乡下辖以下地区：
海尔村、农乡村、太坪村、大马村、小马村、双坪村、团结村、海子村和足付村。